# Chris Valicevic
Chris Valicevic (* 25. April 1968 in Mount Clemens, Michigan) ist ein ehemaliger US-amerikanischer Eishockeyspieler kroatischer Herkunft, der im Verlauf seiner Profikarriere vorwiegend in der East Coast Hockey League (ECHL) aktiv war.
Mit 611 Scorerpunkten in 590 Spielen der regulären Saison ist er punktbester Verteidiger in der Geschichte der East Coast Hockey League. Außerdem ist er seit 2008 Mitglied der ECHL Hall of Fame.

## Karriere
Der Offensivverteidiger Valicevic war von 1990 bis 1993 für das Eishockeyteam der Saint Mary’s University of Minnesota in der Minnesota Intercollegiate Athletic Conference (MIAC) aktiv. Zur Saison 1993/94 verbuchte er erste Einsätze im Profibereich für die Greensboro Monarchs aus der East Coast Hockey League sowie die Cornwall Aces mit Spielbetrieb in der höherklassigen American Hockey League (AHL). Der US-Amerikaner etablierte sich sofort als Leistungsträger im Trikot der Greensboro Monarchs und war in seiner Debütsaison sogleich punktbester Verteidiger des Teams. Auch in der darauffolgenden Spielzeit 1994/95 überzeugte er im Offensivspiel, war jedoch auf 37 Einsätze in der regulären Saison limitiert. In den Playoffs allerdings gelangte Valicevic mit den Greensboro Monarchs bis in die Finalspiele um den Riley Cup, unterlag aber den Richmond Renegades.
Die folgenden sieben Saisons bis zu seinem Karriereende 2002 verbrachte er beim Ligakonkurrenten Louisiana IceGators. Dort gewann Valicevic in seinem ersten Spieljahr erstmals die Auszeichnung zum besten Verteidiger des Jahres. Diese Ehrung wurde dem US-Amerikaner drei weitere Male zuteil; außerdem wurde er insgesamt siebenmal für das ECHL All-Star Game nominiert und von 1996 bis 2000 fünfmal in Folge ins ECHL First All-Star Team gewählt. In drei Spielzeiten gelangen ihm über 90 Scorerpunkte in der regulären Saison; hierbei war die Saison 1995/96 seine punktbeste mit 94 Zählern. In der Saison 1998/99 wurde er als wertvollster Spieler der Liga ausgezeichnet.
Bei der Gründung der ECHL Hall of Fame im Jahr 2008 gehörte Valicevic gemeinsam mit Ligagründer Henry Brabham, Funktionär Patrick J. Kelly und Torhüter Nick Vitucci zu den vier ersten Aufnahmen in die Ruhmeshalle.
Neben seiner Eishockeykarriere war Valicevic im Inlinehockeysport aktiv. Dort lief er in der professionellen Roller Hockey International von 1994 bis 1996 jeweils eine Saison für die Portland Rage, New Jersey Rockin’ Rollers	und Sacramento River Rats auf.

## Erfolge und Auszeichnungen
| - 1994 Teilnahme am ECHL All-Star Game - 1996 Teilnahme am ECHL All-Star Game - 1996 ECHL Defenseman of the Year - 1996 ECHL First All-Star Team - 1997 Teilnahme am ECHL All-Star Game - 1997 ECHL Defenseman of the Year - 1997 ECHL First All-Star Team - 1998 Teilnahme am ECHL All-Star Game - 1998 ECHL Defenseman of the Year | - 1998 ECHL First All-Star Team - 1999 Teilnahme am ECHL All-Star Game - 1999 ECHL Defenseman of the Year - 1999 ECHL First All-Star Team - 1999 ECHL Most Valuable Player - 2000 Teilnahme am ECHL All-Star Game - 2000 ECHL First All-Star Team - 2001 Teilnahme am ECHL All-Star Game - 2008 Aufnahme in die ECHL Hall of Fame |

## Karrierestatistik
(Legende zur Spielerstatistik: Sp oder GP = absolvierte Spiele; T oder G = erzielte Tore; V oder A = erzielte Assists; Pkt oder Pts = erzielte Scorerpunkte; SM oder PIM = erhaltene Strafminuten; +/− = Plus/Minus-Bilanz; PP = erzielte Überzahltore; SH = erzielte Unterzahltore; GW = erzielte Siegtore; 1 Play-downs/Relegation; Kursiv: Statistik nicht vollständig)